# Mer Gómez
Mer Gómez   (Salamanca, 1993) és una escriptora espanyola i activista intersex. És l'autora dels llibres La rebelión de las hienas. Relatos corporales de personas intersex (2022) i Las hermafroditas del siglo XXI. De objetos del discurso a sujetos políticos intersex (2024), així com de dues obres de teatre i un curtmetratge documental per a visibilitzar les intersexualitats com a part de la diversitat sexual i de gènere. El seu objectiu és posar al centre les experiències de vida intersex per a generar nous enunciats sobre la intersexualitat. També forma part del col·lectiu «i de intersex», amb Laura Vila Kremer.

## Trajectòria
Mer Gómez és graduada en periodisme i doctora en Estudis Feministes i de Gènere per la Universitat del País Basc. Ha escrit i protagonitzat els monòlegs per a microteatre La revolución de Lola i Solo apto para bichas raras, així com el curtmetratge documental Se receta silencio, juntament amb Laura Vila Kremer, la seva companya en el col·lectiu «i de Intersex», que van fundar el 2020 com a espai de sensibilització sobre intersexualitats i diversitat corporal.
També és col·laboradora de la revista Pikara Magazine on ha publicat articles com «Soy Lola y soy Intersexual» o «La i está empezando a salir del armario».